# هيدالغو (تكساس)
هيدالغو (بالإنجليزية: Hidalgo)‏ هي مدينة أمريكية تقع في ولاية تكساس.تبلغ مساحة هذه المدينة 11.5 (كم²)،ويبلغ عدد سكانها 11198 نسمة حسب إحصاء سنة 2010 م. تشير إحصاءات سنة 2000م بأن الكثافة السكانية في هذه المدينة تقدر بـ(649.5) نسمة/كم2.

## التركيبة السكانية
حدّد مكتب تعداد الولايات المتحدة بيانات التركيبة السكانية لهيدالغو في تعداد الولايات المتحدة. في ما يلي، التركيبة السكانية حسب تعدادي 2000 و2010.

### تعداد عام 2000
بلغ عدد سكان هيدالغو 7,322 نسمة بحسب تعداد عام 2000، وبلغ عدد الأسر 1,747 أسرة وعدد العائلات 1,594 عائلة مقيمة في المدينة. في حين سجلت الكثافة السكانية 334.3 نسمة لكل كيلومتر مربع (865.8/ميل2). وبلغ عدد الوحدات السكنية 1,880 وحدة بمتوسط كثافة قدره 85.8 لكل كيلومتر مربع (222.2/ميل2).
وتوزع التركيب العرقي للمدينة بنسبة 82.12% من البيض و0.12% من الأمريكيين الأفارقة و0.29% من الأمريكيين الأصليين و0.12% من الأمريكيين ذوي الأصول الآسيوية و15.45% من الأعراق الأخرى و1.90% من عرقين مختلطين أو أكثر و97.75% من الهسبانيون أو اللاتينيون من أي عرق.
بلغ عدد الأسر 1,747 أسرة كانت نسبة 71.5% منها لديها أطفال تحت سن الثامنة عشر تعيش معهم، وبلغت نسبة الأزواج القاطنين مع بعضهم البعض 66.1% من أصل المجموع الكلي للأسر، ونسبة 21% من الأسر كان لديها معيلات من الإناث دون وجود شريك، بينما كانت نسبة 4.2% من الأسر لديها معيلون من الذكور دون وجود شريكة وكانت نسبة 8.8% من غير العائلات. تألفت نسبة 8.1% من أصل جميع الأسر من عدة أفراد يعيشون في نفس المنزل ونسبة 4.7% كانت تتألف من شخص يعيش بمفرده يبلغ من العمر 65 عاماً أو أكثر. وبلغ متوسط حجم الأسرة المعيشية 4.19، أما متوسط حجم العائلات فبلغ 4.43.
بلغ العمر الوسطي للسكان 24.6 عاماً. وكانت نسبة 39% من القاطنين تحت سن الثامنة عشر، وكانت نسبة 11.6% بين الثامنة عشر والرابعة والعشرين عاماً، ونسبة 28% كانت واقعةً في الفئة العمرية ما بين الخامسة والعشرين والرابعة والأربعين عاماً، ونسبة 14.7% كانت ما بين الخامسة والأربعين والرابعة والستين، ونسبة 6.6% كانت ضمن فئة الخامسة والستين عاماً فما فوق. يوجد لكل 100 أنثى 88.6 ذكر، ويوجد لكل 100 أنثى في الثامنة عشر من عمرها فما فوق 82.4 ذكر.
بلغ متوسط دخل الأسرة في المدينة 19,469 دولارًا، أما متوسط دخل العائلة فبلغ 20,357 دولارًا. وكان متوسط دخل الذكور 16,238 دولارًا مقابل 13,577 دولارًا للإناث. وسجل دخل الفرد الخاص بالمدينة 5,849 دولارًا. وكانت نسبة 41.4% من العائلات ونسبة 44.3% من السكان تحت خط الفقر، وكان من هؤلاء نسبة 51.3% تحت سن الثامنة عشر ونسبة 45.5% في الخامسة والستين من العمر وما فوق.

### تعداد عام 2010
بلغ عدد سكان هيدالغو 11,198 نسمة بحسب تعداد عام 2010، وبلغ عدد الأسر 2,787 أسرة وعدد العائلات 2,531 عائلة مقيمة في المدينة. في حين سجلت الكثافة السكانية 511.3 نسمة لكل كيلومتر مربع (1,324.3/ميل2). وبلغ عدد الوحدات السكنية 2,959 وحدة بمتوسط كثافة قدره 135.1 لكل كيلومتر مربع (349.9/ميل2).
وتوزع التركيب العرقي للمدينة بنسبة 94.02% من البيض و0.21% من الأمريكيين الأفارقة و0.11% من الأمريكيين الأصليين و0.02% من الأمريكيين ذوي الأصول الآسيوية و0.01% من سكان جزر المحيط الهادئ و4.97% من الأعراق الأخرى و0.66% من عرقين مختلطين أو أكثر و98.37% من الهسبانيون أو اللاتينيون من أي عرق.
بلغ عدد الأسر 2,787 أسرة كانت نسبة 65.5% منها لديها أطفال تحت سن الثامنة عشر تعيش معهم، وبلغت نسبة الأزواج القاطنين مع بعضهم البعض 64.2% من أصل المجموع الكلي للأسر، ونسبة 22.2% من الأسر كان لديها معيلات من الإناث دون وجود شريك، بينما كانت نسبة 4.4% من الأسر لديها معيلون من الذكور دون وجود شريكة وكانت نسبة 9.2% من غير العائلات. تألفت نسبة 8.4% من أصل جميع الأسر من عدة أفراد يعيشون في نفس المنزل ونسبة 4.5% كانت تتألف من شخص يعيش بمفرده يبلغ من العمر 65 عاماً أو أكثر. وبلغ متوسط حجم الأسرة المعيشية 4.02، أما متوسط حجم العائلات فبلغ 4.26.
بلغ العمر الوسطي للسكان 26.7 عاماً. وكانت نسبة 36.8% من القاطنين تحت سن الثامنة عشر، وكانت نسبة 11.3% بين الثامنة عشر والرابعة والعشرين عاماً، ونسبة 25.6% كانت واقعةً في الفئة العمرية ما بين الخامسة والعشرين والرابعة والأربعين عاماً، ونسبة 19.3% كانت ما بين الخامسة والأربعين والرابعة والستين، ونسبة 6.9% كانت ضمن فئة الخامسة والستين عاماً فما فوق. وتوزع التركيب الجنسي للسكان بنسبة 47.3% ذكور و52.7% إناث.

## توأمة
لهيدالغو (تكساس) اتفاقيات توأمة مع:
- دولوريس إيدالغو